# Gemeiner Fischegel
Der Gemeine Fischegel (Piscicola geometra) ist eine Art von Egeln aus der Familie der Fischegel (Piscicolidae), die in europäischen Binnengewässern bis hin zu Flussmündungen an Fischen parasitiert. 

## Merkmale
Piscicola geometra hat einen nahezu zylindrischen, sich nach vorn etwas verjüngenden Körper, der in Ruhe eine Länge von 1 bis 5 cm erreicht, aber bis auf das Doppelte ausgestreckt werden kann. Der leicht grünlich gefärbte Körper ist mit längs und quer verlaufenden Reihen dicht stehender kleiner schwarzer oder rotbrauner Punkte überzogen. Die zwei Saugnäpfe setzen sich deutlich vom übrigen Körper ab. Der vordere Saugnapf ist etwas kleiner und weist auf seiner Rückenseite mittig zwei Augenpaare auf. Der hintere, etwas größere, eiförmige Saugnapf ist mit 14 dunklen strahlenartig verlaufenden Streifen und kreisförmig angeordneten Flecken gezeichnet.

## Vorkommen und Lebensraum
Piscicola geometra ist in Binnengewässern Europas und Nordamerikas weit verbreitet, kommt aber auch im Brackwasser der Flussmündungen und an der Ostseeküste vor. Im Brackwasser erreicht er nur etwa die halbe Körperlänge wie im Süßwasser.

## Lebenszyklus
Wie alle anderen Egel auch ist der Fischegel ein Zwitter, wobei während der Paarung beide Geschlechtspartner gegenseitig ihr Sperma austauschen. Die Egel pflanzen sich fort, wenn die Wassertemperatur über etwa 5 °C ansteigt und solange sie im Herbst nicht unter 8 °C sinkt. Sie sitzen bei der Paarung in der Regel an einem Fisch oder an Wasserpflanzen und umschlingen einander, um ihre Clitella aneinander zu bringen. Das Sperma wird in großen Pseudospermatophoren gesammelt und am Körper des Sexualpartners befestigt. Die Spermien durchdringen die Haut des Partneregels und gelangen in das darunter liegende Bindegewebe mit den Eierstöcken, wo die Eier befruchtet werden. Beide Tiere legen nach der Befruchtung der Eier in ihrem Körper in einem Zeitraum von mehreren Tagen ihre bis zu 50 Eier in dunkelbraunen, länglich eiförmigen, an der Oberseite mit charakteristischen Leisten versehenen Kokons an Steinen, Pflanzen oder Holz ab, wobei ein Kokon genau ein Ei und mehrere Dotterzellen enthält. In der Wärme des Sommers dauert es etwa zwei Wochen, bis aus den Kokons junge, fadenartig dünne, frei schwimmende Egel mit einem großen Hintersaugnapf schlüpfen, die etwa 21 Tage danach geschlechtsreif werden.

## Ernährungsweise

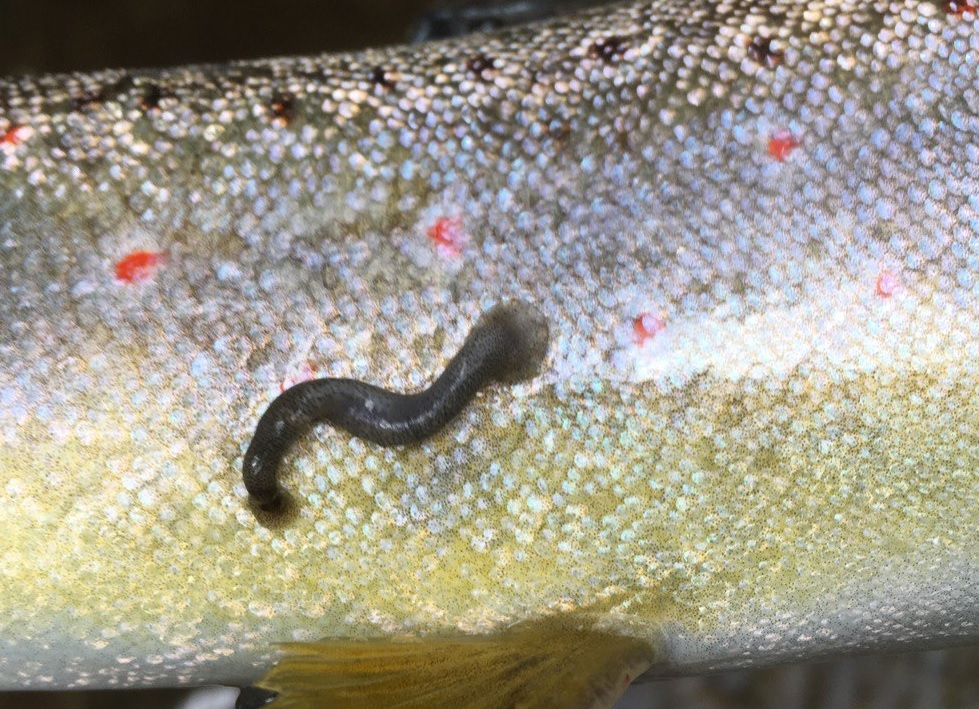
Befall einer Bachforelle (Ruwer)

Ein hungriger Fischegel heftet sich mit seinem hinteren Saugnapf an einen festen Untergrund oder eine Wasserpflanze und verharrt so in einer ausgestreckten Stellung. Wird er durch einen Schatten oder Wasserbewegungen auf einen Fisch aufmerksam, so versucht er durch pendelnde Suchbewegungen den Wirt zu erreichen. Sobald der vordere Saugnapf die Haut eines Fisches berührt, heftet er sich an den Fisch und beginnt Blut zu saugen. Ein Egel kann an einem großen Fisch wie beispielsweise einem Karpfen mehrere Tage lang saugen und ihm dabei in 48 Stunden bis zu 150 cm3 Blut entnehmen. Da bei starkem Befall 50 und mehr Egel an einem Karpfen sitzen können, wird ihm dann so viel Blut ausgesaugt, dass er an Blutmangel stirbt. Werden Karpfenteiche abgelassen, bieten sich für die Egel besonders günstige Gelegenheiten zum Vollsaugen mit Fischblut. Deswegen gilt der Fischegel als starker Schädling in der Binnenfischerei.